# Nullagine
Nullagine är en ort i Australien. Den ligger i kommunen East Pilbara och delstaten Western Australia, omkring 1 200 kilometer norr om delstatshuvudstaden Perth. Antalet invånare är 215.
Trakten runt Nullagine är nära nog obefolkad, med mindre än två invånare per kvadratkilometer..
Omgivningarna runt Nullagine är i huvudsak ett öppet busklandskap. Genomsnittlig årsnederbörd är 609 millimeter. Den regnigaste månaden är januari, med i genomsnitt 200 mm nederbörd, och den torraste är augusti, med 1 mm nederbörd.